# Dryophytes
Dryophytes – rodzaj płazów bezogonowych z podrodziny Hylinae w rodzinie  rzekotkowatych (Hylidae).

## Zasięg występowania
Rodzaj obejmuje gatunki występujące w Ameryce Północnej na wschód od Sierra Nevada, na południe od skrajnie południowej Kanady do Zatoki Meksykańskiej i na Wyżynie Meksykańskiej w kierunku południowym do Oaxaca, plus wyżyny Chiapas w Meksyku i przyległej Gwatemali; występują również w dalekowschodniej Rosji, na Półwyspie Koreańskim, w Japonii, wschodnich Chinach i na wyspach Riukiu.

## Systematyka

### Etymologia
- Dryophytes: gr. δρυς drus, δρυος druos „drzewo”; φυτό phuto „roślina”[5].
- Epedaphus: gr. επι epi „na”[6]; εδαφος edaphos „grunt, ziemia”[7]. Gatunek typowy: Hyla gratiosa LeConte, 1856.

### Podział systematyczny
Do rodzaju należą następujące gatunki:
- Dryophytes andersonii (Baird, 1854)
- Dryophytes arboricola (Taylor, 1941)
- Dryophytes arenicolor (Cope, 1866)
- Dryophytes avivoca (Viosca, 1928) – rzekotka ptasia[8]
- Dryophytes bocourti (Mocquard, 1899)
- Dryophytes chrysoscelis (Cope, 1880)
- Dryophytes cinereus (Schneider, 1799) – rzekotka zielona[9]
- Dryophytes euphorbiaceus (Günther, 1858)
- Dryophytes eximius (Baird, 1854)
- Dryophytes femoralis (Daudin, 1800) – rzekotka sosnowa[8]
- Dryophytes flaviventris Borzée & Min, 2020
- Dryophytes gratiosus (LeConte, 1856) – rzekotka szczekliwa[10]
- Dryophytes immaculatus (Boettger, 1888)
- Dryophytes japonicus (Günther, 1859)
- Dryophytes plicatus (Brocchi, 1877)
- Dryophytes squirellus (Daudin, 1800) – rzekotka wiewiórcza[9]
- Dryophytes suweonensis (Kuramoto, 1980)
- Dryophytes versicolor (LeConte, 1825) – rzekotka różnobarwna
- Dryophytes walkeri (Stuart, 1954)
- Dryophytes wrightorum (Taylor, 1939)